# علم فيجي

علم فيجي

العلم التجاري لفيجي

علم الدولة

علم القوات البحرية

العلم المدني للطيران

أعتمد علم فيجي في 10 تشرين الأول - أكتوبر من سنة 1970 .

## أعلام سابقة

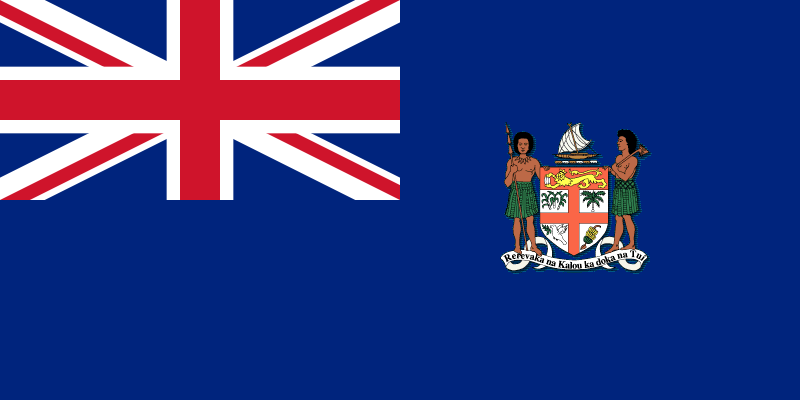
العلم المستخدم مابين عامي 1924 إلى عام 1970 .